# Lipki (Chojnice)
Lipki [pronunciación en polaco: /ˈlipki/] (en alemán: Lippken) es un pueblo ubicado en el distrito administrativo de Gmina Czersk, dentro del Condado de Chojnice, Voivodato de Pomerania, en Polonia del norte. Se encuentra aproximadamente a 10 kilómetros al noreste de Czersk, a 40 kilómetros al este de Chojnice, y a 69 kilómetros al suroeste de la capital regional Gdańsk.
Para detalles de la historia de la región, vea Historia de Pomerania.
El pueblo tiene una población de 219 habitantes.